# Giuseppe Castellano
Giuseppe Castellano, né 12 septembre 1893 à Prato (province de Prato) et mort le 31 juillet 1977 à Porretta Terme (province de Bologne), est un général italien qui a négocié l'armistice entre l'Italie et les forces armées alliées le 8 septembre 1943.